# NEW HORIZON (EXILEの曲)
「NEW HORIZON」（ニュー ホライズン）は、EXILEの44枚目のシングル。2014年7月23日にrhythm zoneから発売。

## 概要
グループの第四章が開幕し新体制として第1弾となるシングル。「CD+2DVD（豪華盤）」「CD+DVD」「CDのみ」「ミュージックカード（18種）」の4形態で発売。豪華盤の初回盤はEPサイズジャケット仕様となっている。
DVD1には、表題曲とカップリング曲のミュージックビデオを収録。DVD2には、2014年4月27日に日本武道館で行われた『EXILE PERFORMER BATTLE AUDITION FINAL in 4.27 日本武道館』のライブ映像約136分を収録。
表題曲は、ATSUSHIが「新生EXILEが新たな世界への扉を開け、遥かなる地平線の彼方まで羽ばたいて行く」という思いを込めて名付けた。
オリコン週間シングルランキングでは41枚目のシングル「EXILE PRIDE 〜こんな世界を愛するため〜」以来、通算14作目の首位獲得となった。初週売上は14.8万枚で、前作から倍増となった。

## 収録曲

### CD
1. NEW HORIZON [5:11]
作詞：ATSUSHI / 作曲：Erik Lidbom / 編曲：POCHI
  - フジテレビ開局55周年記念「お台場新大陸2014」テーマソング
  - ABCマート「adidas CLIMACOOL」CMソング
2. Craving In My Soul [5:00]
作詞：michico / 作曲：T.Kura、michico / 編曲：T.Kura
  - 日本コカ・コーラ「コカ・コーラ ゼロ」CMソング[7]
  - 久光製薬「エアーサロンパス 15Sec」CMソング
3. NEW HORIZON（Instrumental）
4. Craving In My Soul（Instrumental）

### DVD

#### DISC1
※豪華盤、CD+DVDのみ
1. NEW HORIZON（Video Clip）
2. Craving In My Soul（Video Clip）

#### DISC2『4.27 EXILE PERFORMER BATTLE AUDITION FINAL in NIPPON BUDOKAN』
※豪華盤のみ
1. 24karats TRIBE OF GOLD - EXILE TRIBE
2. No Limit - EXILE
3. Flower Song - EXILE
4. VICTORY - EXILE
5. PBA FINALIST DANCE BATTLE - PBA FINALIST
6. HEAD BANGIN' - THE SECOND from EXILE
7. BUMP UP - THE SECOND from EXILE
8. HOT SHOT - GENERATIONS from EXILE TRIBE
9. REVOLVER - GENERATIONS from EXILE TRIBE
10. S.A.K.U.R.A. - 三代目J Soul Brothers from EXILE TRIBE
11. FIGHTERS - 三代目J Soul Brothers from EXIL TRIBE
12. 愛すべき未来へ - EXILE
13. THE RAMPAGE from EXILE TRIBE PERFORMANCE - THE RAMPAGE from EXILE TRIBE
14. PERFORMER'S PRIDE - PBA FINALIST
15. BOW & ARROWS - EXILE & PBA FINALIST
16. I Wish For You - EXILE & PBA FINALIST
17. Follow Me - E-girls
18. ごめんなさいのKissing You - E-girls
19. EXILE PRIDE 〜こんな世界を愛するため〜 - EXILE
20. Choo Choo TRAIN - EXILE